# Oxyura vittata
Il gobbo lacustre (Oxyura vittata Philippi, 1860) è un uccello appartenente alla famiglia degli Anatidi diffuso in Sudamerica, nel Cono Sud.